# Eleccions generals groenlandeses de 2025
Les eleccions generals groenlandeses de 2025 es van celebrar l'11 de març de 2025 a Groenlàndia per a elegir trenta-u diputats de l'Inatsisartut. El partit opositor Demokraatit esdevindria el partit vencedor, obtenint-ne 10 escons i el 30% dels vots. Les eleccions van estar marcades per l'amenaça del president nord-americà, Donald Trump, per la compra del país.

## Partits participants
Un total de sis partits i 213 candidats van participar a les eleccions:
| Núm. | Partit | Partit            | Abr. | Ideologia                                         | Candidats | Posició                   |
| ---- | ------ | ----------------- | ---- | ------------------------------------------------- | --------- | ------------------------- |
| 1    |        | Inuit Ataqatigiit | IA   | Independentisme groenlandès Socialisme democràtic | 39        | Independència gradual     |
| 2    |        | Siumut            | S    | Independentisme groenlandès Socialdemocràcia      | 51        | Independència gradual     |
| 3    |        | Naleraq           | N    | Independentisme groenlandès Populisme             | 62        | Independència ràpida      |
| 4    |        | Demokraatit       | D    | Independentisme groenlandès Socioliberalisme      | 25        | Independència gradual     |
| 5    |        | Atassut           | A    | Unionisme groenlandès Liberalisme                 | 20        | Contrari la independència |
| 6    |        | Qulleq            | Q    | Independentisme groenlandès Pro-americanisme      | 16        | Independència ràpida      |

## Enquestes
| Data                      | Empresa       | Mida | S                 | IA            | D     | N     | A     | NQ    | SA    | Q    | Lideratge |     |     |      |      |
| ------------------------- | ------------- | ---- | ----------------- | ------------- | ----- | ----- | ----- | ----- | ----- | ---- | --------- | --- | --- | ---- | ---- |
| Data                      | Empresa       | Mida | Eleccions de 2025 | Qinersineq.gl | N/D   | 14.9% | 21.6% | 30.3% | 24.8% | 7.4% | Lideratge | N/D | N/D | 1.1% | 5.5% |
| 22–27 de gener 2025       | Verian        | 497  | 21.9%             | 31.0%         | 18.8% | 16.5% | 9.7%  | N/D   | N/D   | N/D  | 9.1%      |     |     |      |      |
| Eleccions daneses de 2022 | Qinersineq.gl | N/D  | 38.6%             | 25.2%         | 19.0% | 12.6% | 3.7%  | N/D   | 0.9%  | N/D  | 13.4%     |     |     |      |      |
| Eleccions de 2021         | Qinersineq.gl | N/D  | 30.1%             | 37.4%         | 9.25% | 12.3% | 7.1%  | 2.4%  | 1.4%  | N/D  | 7.3%      |     |     |      |      |

## Resultats
|                       |                        |        |       |         |     |  |
| Partit                | Partit                 | Vots   | %     | Escons  | +/- |  |
|                       | Demokraatit (D)        | 8.563  | 30,26 | 10 / 31 | 7   |  |
|                       | Naleraq (N)            | 7.009  | 24,77 | 8 / 31  | 4   |  |
|                       | Inuit Ataqatigiit (IA) | 6.119  | 21,62 | 7 / 31  | 5   |  |
|                       | Siumut (S)             | 4.210  | 14,88 | 4 / 31  | 6   |  |
|                       | Atassut (A)            | 2.092  | 7,39  | 2 / 31  | =   |  |
|                       | Qulleq (Q)             | 305    | 1,08  | 0 / 31  | =   |  |
|                       |                        |        |       |         |     |  |
| Vots vàlids           | Vots vàlids            | 28.298 | 98,87 |         |     |  |
| Votes blancs i nuls   | Votes blancs i nuls    | 322    | 1,13  |         |     |  |
| Total                 | Total                  | 28.620 | 100   | 31      | =   |  |
| Abstencions           | Abstencions            | 11.749 | 29,10 |         |     |  |
| Inscrits/Participació | Inscrits/Participació  | 40.369 | 70,90 |         |     |  |